# Горовенко Наталія Григорівна
Горовенко Наталія Григорівна (нар. 24 березня 1951) — доктор медичних наук, професор, член-кореспондент Національної академії медичних наук України, Заслужений діяч науки і техніки України, завідувач кафедри медичної та лабораторної генетики Національної медичної академії післядипломної освіти ім. П. Л. Шупика.

## Біографічні відомості
Народилась у м. Києві в родині торакального хірурга, засновника вітчизняної фтизіохірургії, доктора медичних наук, професора, лауреата Державної премії в галузі науки і техніки, заслуженого діяча науки і техніки Григорія Гавриловича Горовенка. Вчилась в Київській середній спеціальній музичній школі імені М. В. Лисенка. Науково-педагогічну роботу розпочала в 1979 році асистентом, викладаючи курс медичної генетики на кафедрі біології, а згодом, з 1984 року — педіатрії № 2 Київського медичного інституту. З 1989 року обіймала посаду доцента на створеній у Київському державному інституті удосконалення лікарів (згодом КМАПО, НМАПО імені П. Л. Шупика) кафедрі медичної генетики. З 2000 р. Горовенко Н. Г. — завідувач кафедри медичної та лабораторної генетики Національної медичної академії післядипломної освіти імені П. Л. Шупика. Проходила довготривале стажування за фахом в університетах Канади та Великої Британії.

### Освіта
З 1969 по 1975 рр. навчалась у Київському медичному інституті імені акад. О. О. Богомольця на лікувальному факультеті. Брала активну участь у роботі наукового студентського товариства, виступала з доповідями на конференціях. Закінчила інститут з відзнакою, її ім'я занесене до «Золотої книги пошани» цього закладу. Після закінчення інституту навчалась в аспірантурі за спеціальністю «Медична генетика». Великий вплив на становлення наукової особистості і викладача Н. Г. Горовенко мав перший учитель талановитий учений-генетик і блискучий педагог професор Віктор Дем'янович Дишловий. Клінічний досвід набула під керівництвом видатного педіатра члена-кореспондента АМН СРСР, професора В. М. Сидельникова.

### Захист дисертаційних робіт
Кандидат медичних наук — 1979 «Клініко-генеалогічні дослідження вроджених вад серця у дітей і підлітків» (педіатрія, генетика), науковий керівник — професор В. Д. Дишловий.
Доктор медичних наук — 2000 «Діагностика і лікування хворих на муковісцидоз в амбулаторних умовах та реадаптація їх сімей», науковий консультант — професор Т. І. Бужієвська.

### Лікувальна і наукова діяльність
Лікувальна діяльність — консультації осіб зі спадковою і вродженою патологією та членів їх родин. Лікар вищої категорії зі спеціальності «генетика медична». З 2003 по 2011 та з 2014 р. по теперішній час — головний позаштатний спеціаліст МОЗ України зі спеціальності «генетика медична». Була ініціатором створення і є науковим консультантом Референс-центру з молекулярної діагностики МОЗ України (2007 р.) та Центру метаболічних захворювань при Національній дитячій спеціалізований лікарні «Охматдит» МОЗ України (з 2015 року — Центр орфанних захворювань).
Наукова діяльність — розвиток засад персоніфікованої, предикативної медицини в Україні, наукове обґрунтування запровадження результатів досліджень геному людини в клінічну практику, вивчення ролі генетичних і середовищних факторів у виникненні та перебігу спадкової та набутої патології на різних етапах онтогенезу, орфанні метаболічні спадкові захворювання, мультифакторна патологія, муковісцидоз, фармакогеноміка, онкогенетика, епігенетика.

## Патенти
24 патенти. Серед них:
1. Спосіб визначення генетичної схильності до виникнення ішемічних інсультів у дітей (2014),
2. Спосіб індивідуального підходу до режиму дозування варфарину при проведенні антикоагулянтної терапії (2014),
3. Спосіб прогнозування розвитку раку грудної залози у жінок з обтяженою спадковістю (2012),
4. Спосіб вилучення ДНК з архівного гістологічного матеріалу, який поміщений в парафін (2010)

## Перелік ключових публікацій
Автор понад 550 друкованих праць
1. Клінічні особливості, молекулярно-генетEfficiency of application of different DNA probes in identifying marker chromosomes. Biopolymers & Cell . 2016, Vol. — 32 Issue 1. — p. 49-53.ичні та інші фактори ризику розвитку і перебігу інсультів у дітей Вінниця: ТОВ «Меркьюрі-Поділля», 2016. — 144 с.
2. Molecular-genetic characterization of Ukrainian patients with mucopolysaccharidosis IIIA: identification of three new mutations in the heparan-N-sulfatase gene. Biopolymers and Cell. — 2016. Vol. 32. № 5. P359–366
3. Особливості формування медикаментозної резистентності у хворих на множинну мієлому з урахуванням їх молекулярно-генетичних характеристик. 2014. — 164 с.
4. Polymorphic variants of ADRB2, NR3C1, MDR1 genes as possible predictors of efficacy of combined therapy laba + ICS in patients with chronic obstructive pulmonary disease The Pharma Innovation Journal. — 2014. — Vol. 3(8). — P. 10-14
5. Specificities of Sanfilippo A syndrome laboratory diagnostics Biopolymers and Cell. — 2014. — Vol. 30, № 5. — Р. 388—393.
6. The frequency of alleles in the GSTT1 and GSTM1 genes involved in phase II of xenobiotic transformation in long-lived people of subcarpathia Advances in Gerontology. — 2014. — Vol.4 (2). — Р. 123—127
7. Peculiarities of Polymorphism in Glutathione S-transferase Genes in Newborns From Different Ecological Zones of Ivano-Frankivsk region European Journal of Medicine. — 2014. — Vol. 3, № 1. — P. 17-28
8. Genetic polymorphisms of the renin-angiotensin system in breast cancer patients Experimental oncology. — 2013. — Vol.35. — № 2. — P.101-104.
9. Evidence for association of the rs17822931-A Allele in ABCC11 with a decreased risk of estrogen receptor-negative breast cancer . Acta Medica Nagasakiensia. -2012; 56(3), pp.63-67.
10. The Role of Genetic Determinant in the Development of Severe Perinatal Asphyxia. Cytology and Genetics. — 2010. — Vol.44, № 5. — P.294-299.
11. Клиническая и молекулярно-цитогенетическая характеристика синдрома Смита-Маджениса. Журнал Академії Медичних Наук України. — 2007. — Т.4, № 13. — С.772-783.
12. Duplication of (12)(pter-q13.3) combined with deletion of (22)(pter-q11.2) in a patient with features of both chromosome aberrations European Journal of Medical Genetics. — 2006. — XX. — P.1-5.

## Міжнародна співпраця
Співпрацює з науковцями Швейцарської академії наук, науковими закладами Канади, Великої Британії, Японії, Швеції, Німеччини, Польщі, Білорусі, про що свідчать спільні публікації. Вільно володіє англійською мовою.